# Allium inconspicuum
Allium inconspicuum — вид рослин з родини амарилісових (Amaryllidaceae); поширений у Казахстані й Узбекистані.

## Опис
Багаторічна рослина. Цибулини по 1–4 прикріплені до косого кореневища, довгасто-яйцеподібні, з бурими оболонками. Стеблина 15—30 см заввишки, тонкий, при основі з листовими піхвами. Листків 1–2, вузько-лінійні, часто майже ниткоподібні, 0.5–1 мм завширшки, жолобчасті, гладкі або рідко по краю і жилах шорсткі, трохи коротші від стеблини. Зонтик пучкуватий, небагатоквітковий, нещільний; квітконіжки майже рівні. Оцвітина вузько-дзвінчаста; листочки оцвітини блідо-брудно-фіолетові, по спинці коричнево-фіолетові, 8—11 мм завдовжки, майже рівні, лінійно-ланцетні або довгасто-ланцетні, відтягнуті, гострі.
Квітне у квітні й травні.

## Поширення
Поширений у Казахстані й Узбекистані. Зростає у передгір'ях.